# Echomuur

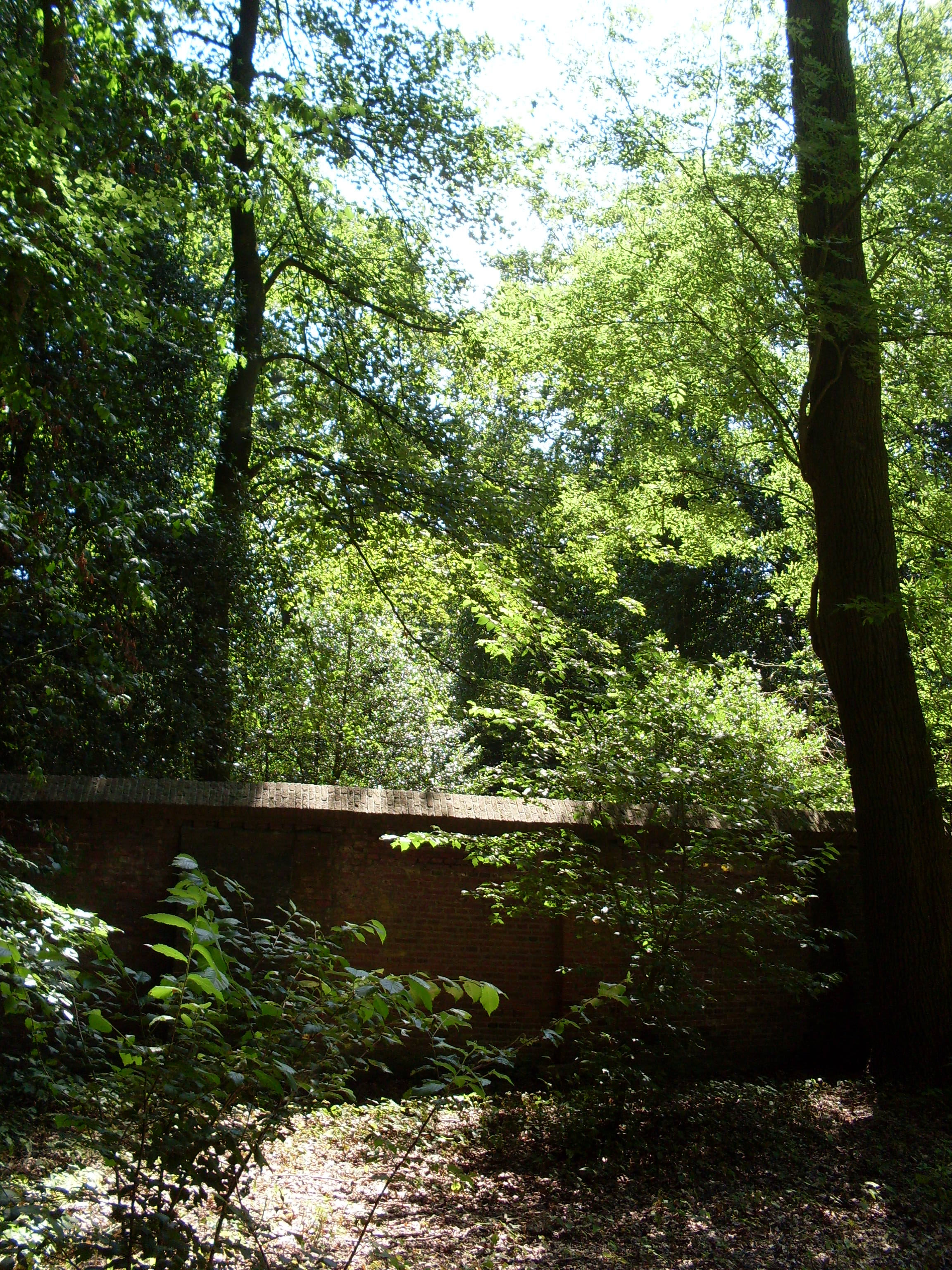
Echomuur

In Muiderberg is een zogenaamde Echomuur te vinden in het Echobos, een bebost terrein aan de westrand van het dorp direct gelegen tegen de IJsselmeerdijk. De huidige Echomuur is een rijksmonument en is een vervanging van een eerder bouwsel en dateert uit omstreeks 1800. Op de uiteinden van de gemetselde muur staat een vierkante bakstenen pijler. Aan de holle zijde is de muur wit bepleisterd. De oorspronkelijke Echomuur op deze plaats is gelijktijdig met het buiten Rustrijk gebouwd rond 1660, mogelijk als onderdeel van een groententuin. De echo binnen deze muren is een 'gelijksprekende echo'.
De in een halve cirkel gebouwde muur dient eigenlijk alleen ter versterking van het geluid; het geluid van de echo zelf lijkt uit de grond te komen. Er is weleens verondersteld dat er mogelijk een holte in de ondergrond is, maar het ontstaan van het verschijnsel is niet met zekerheid vastgesteld. Het buiten Rustrijk is omstreeks 1840 gesloopt. Begin jaren 30 van de 20e eeuw werd het bos door de gemeente Muiden aangekocht en werden Echomuur en poortje gerestaureerd. De in 1932 door de Naardense tuinarchitect D.F. Tersteeg aangelegde doolhoftuin is door verwaarlozing niet meer zichtbaar. 

## Echobos

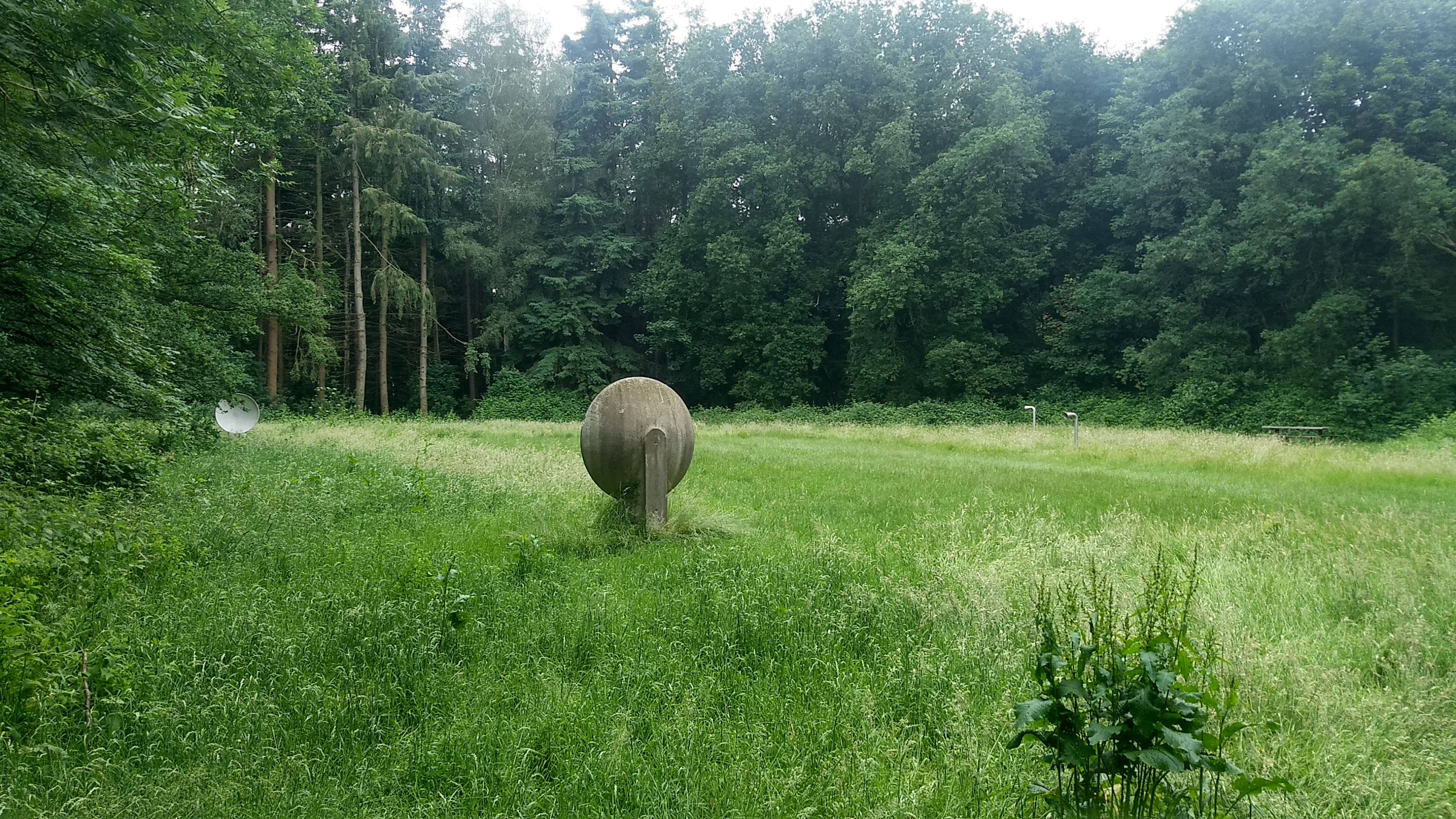
Speelweide met akoustische spiegels en spreekbuizen

In het 7 hectare grote parkbos komen vrij veel oude beuken, eiken en lindes met natuurlijke holtes voor. Ook staan er esdoorns, robinia’s, lijsterbessen, hulstbomen en meidoorns, op de bosgrond groeien stinzenplanten.
Iets ten noorden van de echomuur is een speelweide met een paar akoestische reflectoren en een aantal spreekbuizen.

## Sage
In  Geeraerdt van Velsen (verzen 833-994) schrijft P.C. Hooft over de sage van Timo de Tovenaar. Deze tovenaar woonde in Muiderberg in een oude eik. De Muidenbergers vroegen deze wijze man vaak om raad. Op oudere leeftijd herhaalde Timo enkel nog de woorden van de mensen waardoor de naam Echobos zou zijn ontstaan.